# 神舟二十一号
神舟二十一号（简称神二十一）是中国“神舟”系列飞船的第二十一次任务，中国载人航天工程的第十六次载人飞行任务，预计将于2025年下半年发射。神舟二十一号也是神舟十六号同一批次6艘飞船中的最后一艘。

## 任务时间轴
- 2024年10月29日至11月30日，中国载人航天工程办公室开展神舟二十一号载人飞行任务标识设计方案征集活动。[2]
- 2024年10月30日，神舟二十一号处于即将出厂状态[3]，配套的长二F遥二十一火箭开始总装。[4]
- 2025年1月15日，长征二号F遥二十一运载火箭顺利完成测试，进入出厂准备阶段。[4]
- 2025年3月3日，神舟二十一号航天员乘组完成选定，正在开展相关训练。[5]
- 2025年3月18日，长征二号F遥二十一运载火箭完成装车出厂，运往中国酒泉卫星发射中心。[4]
- 2025年4月24日，长征二号F遥二十火箭发射，长征二号F遥二十一火箭完成准备工作，进入应急救援值班状态；神舟二十一号载人飞船完成准备，具备快速发射和应急救援能力。

## 航天员
2025年1月20日，根据央视报道，第四批航天员可能执行神舟二十一号任务。
| 姓名           | 年龄 | 航天员类型（职责） | 飞行次数 | 飞行时间 | 轨道数 |
| -------------- | ---- | ------------------ | -------- | -------- | ------ |
| 中华人民共和国 |      |                    |          |          |        |
| 中华人民共和国 |      |                    |          |          |        |
| 中华人民共和国 |      |                    |          |          |        |

## 任务标识
神舟二十一号任务标识在2024年10月29日至11月30日面向全社会征集，12月22日至年12月29日对10个候选方案开展网络投票，2025年1月20日选定方案。神舟二十一号任务标识是中国载人航天工程第三批面向全社会公开征集的任务标识之一。
神舟二十一号载人飞行任务标识由董恬、顾欣设计。该标识设计巧妙，以航天员头盔为视角，凸显“人”作为宇宙探索的主体。航天员形象代表中国航天人的奋斗与奉献，与载人航天任务紧密相连。头盔球形设计，顶部镌刻“2025”，彰显任务年份。面窗上方，神舟二十一号与空间站于星光中成功对接，组合体下方映照祖国大地，寓意家国情怀。环绕头盔的两圆环，既似古代天仪，又象征宇宙星体，传递中国人探索宇宙的永恒追求。标识简洁而富有深意，融合现代科技与传统文化，展现中国航天人的勇气与决心，以及对宇宙无限奥秘的永恒探索精神。